# Rotpelzige Sandbiene
Die Rotpelzige Sandbiene (Andrena fulva) ist eine europäische Bienenart aus der Gattung der Sandbienen (Andrena).

## Etymologie
Der wissenschaftliche Artname kommt von lateinisch fulva „dunkelgelb, braungelb, bräunlich, rotgelb“ und bezieht sich auf die leuchtend rotgelbe Behaarung der Biene.

## Merkmale
Die Tiere weisen, wie viele Bienenarten, einen signifikanten Geschlechtsdimorphismus auf.

### Männchen
Die Männchen werden 9–12 mm groß. Sie tragen eine recht reichliche rotbraune Behaarung am ganzen Körper. Die Behaarung ist auf der Unterseite allgemein heller als auf der Oberseite. Ihre Mandibeln sind lang und haben einen Zahn an der Basis. Die Männchen sehen anderen Sandbienen-Männchen recht ähnlich, z. B. denen der häufigen Rotschopfigen Sandbiene. Diese haben jedoch keinen Zahn an der Mandibelbasis.

### Weibchen
Die Weibchen werden 12–14 mm groß. Sie sind auf der Oberseite dicht fuchsrot behaart. Die Unterseite, Kopf und Beine sind komplett schwarz behaart. Sie wirken durch ihren Pelz recht breit und ähneln Hummeln. Die Weibchen sind durch ihren markanten Habitus kaum zu verwechseln. Allein alte Tiere, deren Pelz verblichen und abgenutzt ist, können Schwierigkeiten bereiten.

## Vorkommen
Rotpelzige Sandbienen leben in Mitteleuropa, im Osten bis auf die Balkanhalbinsel, im Norden bis nach Südskandinavien. Sie leben in lichten Wäldern und auf Trockenrasen, aber auch in Parks und Gärten. Sie fliegen von März bis Mai und sind weit verbreitet, kommen aber eher in geringen Populationsdichten vor.  

## Lebensweise
Die Tiere fliegen wenig wählerisch eine Vielzahl verschiedener Nektarpflanzen an. Sie sind ein wichtiger Bestäuber, besonders für Johannis- und Stachelbeerbüsche. Sie legen ihre Nester im Boden, bevorzugt an kahlen Stellen an. Die Nester liegen meist vereinzelt, gelegentlich in lockeren Gruppen. Die Männchen kommen im März etwas früher hervor als die Weibchen. Nach der Paarungszeit vergehen die Männchen meist schon im April, während die Weibchen das Brutgeschäft bis etwa Ende Mai fortsetzen. Im Gegensatz zur Honigbiene bildet die Rotpelzige Sandbiene keine Staaten, sondern jedes Weibchen hat sein eigenes Nest. Sie wird deshalb auch zu den Einsiedler- oder Solitärbienen gezählt. Das Nest besteht aus einer 20 bis 30 Zentimeter tiefen, senkrechten Röhre, von der mehrere Brutzellen abzweigen. Diese werden mit Nektar und Pollen gefüllt. Auf das Pollen-Nektar-Gemisch, den sogenannten Futterbrei, wird pro Zelle ein Ei gelegt, aus dem in wenigen Tagen eine Larve schlüpft. Die Larven wachsen schnell heran und verpuppen sich in wenigen Wochen. Die Imagines schlüpfen nach der Winterruhe im Frühjahr. Die Nester werden von den Kuckucksbienen Nomada signata und Nomada panzeri befallen.